# LATAM Airlines Argentina
A LATAM Airlines Argentina (antes: LAN Argentina) foi uma companhia aérea sediada em Buenos Aires, Argentina. Era uma linha aérea administrada pela holding LATAM Airlines Group e operava serviços domésticos partindo de Buenos Aires para Córdova, Bariloche, El Calafate, Río Gallegos, Mendoza e Salta e serviços internacionais para Florianópolis e Miami. Sua base principal de operação era o Aeroparque Jorge Newbery, Buenos Aires.

## História
Em março de 2005 o conglomerado chileno LAN Airlines em parceria com um grupo de investidores locais adquiriu a empresa aérea Aero 2000 sem operações revelantes na época. Após uma londa briga judicial com a Aerolíneas Argentinas e a Força Aérea Argentina a companhia aérea pode entrar em serviço.
Em abril de 2005, LAN Pax Group S.A, filial da holding, adquiriu 49% da empresa argentina Cordillera S.A., que por sua vez
adquiriu 99,9% da companhia aérea Aero 2000 S.A. Em 8 de junho de 2005 a empresa iniciou suas operações com a rota Buenos Aires-Mendoza-Buenos Aires. Em agosto de 2006 a empresa iniciou suas operações internacionais com a rota para Miami. Em setembro de 2006 recebeu a autorização para operar cerca de 35 destinos domesticos e internacionais. Em abril de 2007 a empresa se tornou uma afiliada da Oneworld.
Em 17 de junho de 2020, a LATAM Airlines Group, controladora da LATAM Argentina, anunciou que encerraria as operações da subsidiária, com todas as aeronaves devolvidas aos locadores e todos os funcionários dispensados imediatamente.

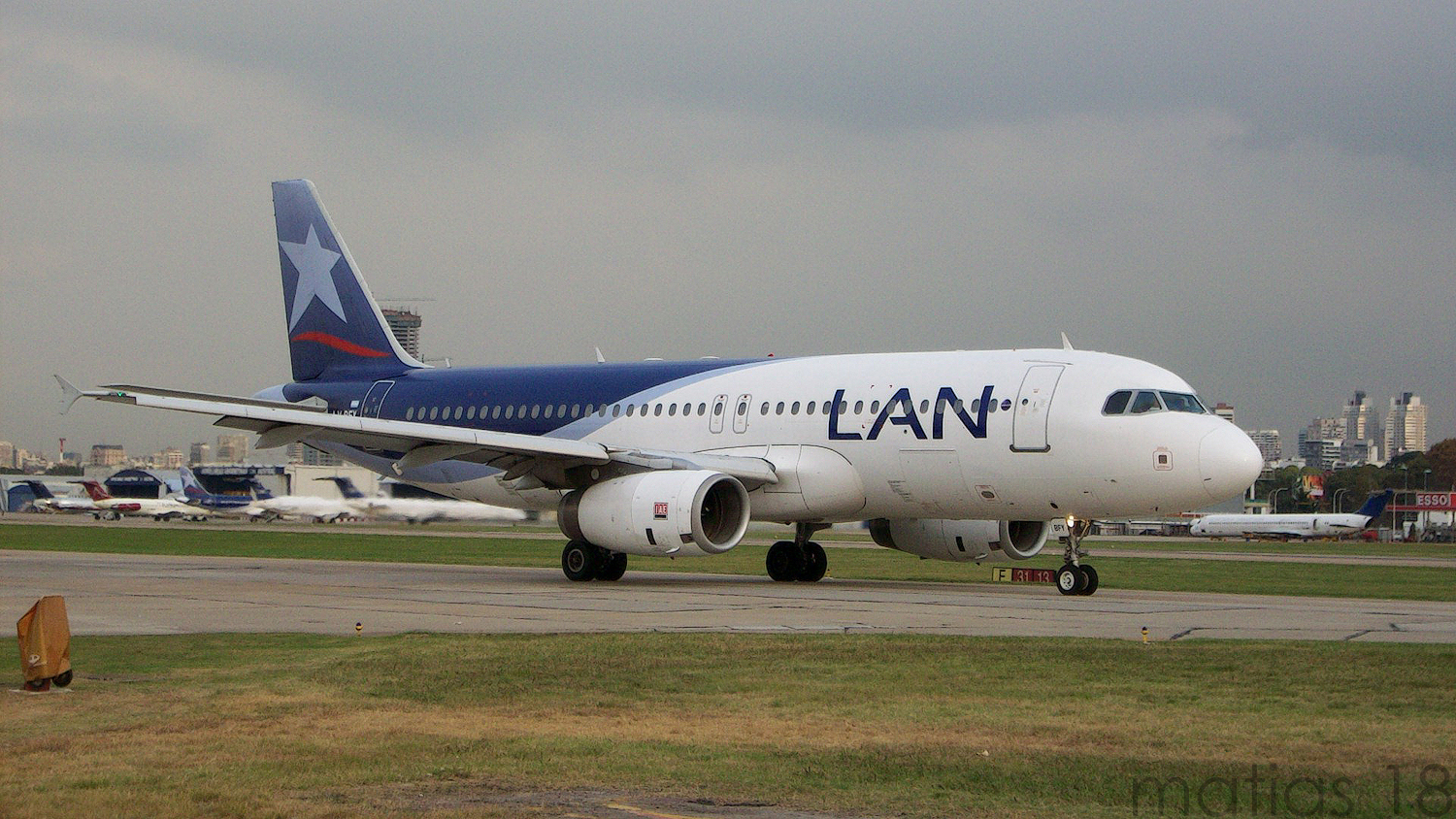
Airbus A320 se preparando para decolar em Buenos Aires

## Frota
A frota da LATAM Argentina consiste nas seguintes aeronaves em Agosto de 2017:
| Aeronave         | Total | Passageiros (Premium Business/Tourist) | Rotas                                           | Notas |
| ---------------- | ----- | -------------------------------------- | ----------------------------------------------- | ----- |
| Airbus A320-200  | 15    | 168 (168)                              | Rotas médias Sul e América Latina               |       |
| Boeing 767-300ER | 3     | 189 (48/141)                           | Rotas Médias e Longas Europa e América do Norte |       |
| Total            | 18    |                                        |                                                 |       |